# Banda W

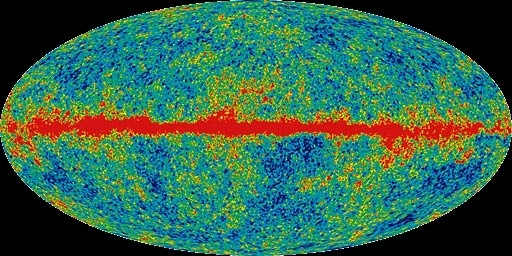
Esta imagem é um mapeamento em micro-ondas do Universo capturada pela WMAP sobre a banda W

A banda W do espectro eletromagnético das micro-ondas varia de 75 a 110 GHz. A banda W é usada em comunicações via satélite, radar de ondas milimétricas de pesquisa, radar militar, e algumas aplicações não-militares.
Existem câmeras passivas para detecção de armas escondidas que operam a 94 GHz. A frequência de 77 GHz é usada para radar de controle de cruzeiro. A frequência de 94 GHz também é utilizada em astronomia, defesa e aplicações de segurança. 
Existe um armamento que usa essas ondas milimétricas de forma não letal para aquecer a superfície da pele humana a uma temperatura intolerável fazendo com que a pessoa alvo se afaste. Um feixe de 95 GHz apontado sobre a pele por 2 segundos aquece a mesma a uma temperatura de 130 ° F (54 °C) a uma profundidade de 4 mm. A marinha e a aeronáutica americana já estão usando essa nova tecnologia que repele seres humanos.
Em termos de capacidade de comunicação, a banda W oferece alta taxa de transferência de dados quando usado em altas altitudes e no espaço. (A frequência de  71-76 GHz / 81-86 GHz da banda W é atribuído a União Internacional de serviços via satélite) Devido ao aumento da congestão da órbita em frequências mais baixas, alocações de satélite de banda W são de interesse crescente para operadores de satélites comerciais, embora nenhum projeto comercial foi ainda implementada nestas bandas.

## Outras bandas de Micro-ondas
O espectro de micro-ondas é geralmente definida como a energia eletromagnética que varia de frequência de cerca de 1 GHz a 100 GHz. As aplicações mais comuns estão dentro da faixa de 1 ate 40 GHz. As bandas de frequência de micro-ondas, assim como definidas pela Sociedade de Rádio da Grã-Bretanha (RSGB), são mostradas na tabela abaixo: 
| Banda L | 1 ate 2 GHz     |
| Banda S | 2 ate 4 GHz     |
| Banda C | 4 ate 8 GHz     |
| Banda X | 8 ate 12 GHz    |
| Ku band | 12 ate 18 GHz   |
| Banda K | 18 ate 26.5 GHz |
| Ka band | 26.5 ate 40 GHz |
| Banda Q | 30 ate 50 GHz   |
| Banda U | 40 ate 60 GHz   |
| Banda V | 50 ate 75 GHz   |
| Banda E | 60 ate 90 GHz   |
| Banda W | 75 ate 110 GHz  |
| Banda F | 90 ate 140 GHz  |
| Banda D | 110 ate 170 GHz |

## Referencias
1. ↑  Raytheon's Silent Guardian millimeter wave weapon

- 5th Framework Programme Information Societies Technologies (IST) - Multifunctional Automotive Radar Network (RadarNet)
- The design of a real-time 94 GHz passive millimetre-wave imager for helicopter operations, R. Appleby, R. Anderton, N. Thomson, J. Jack, Proc. SPIE, 5619, pp. 38 (2004).  doi:10.1117/12.581336